# Spinea
Spinea is een gemeente in de Italiaanse provincie Venetië (regio Veneto) en telt 24.603 inwoners (31-12-2004). De oppervlakte bedraagt 15,0 km², de bevolkingsdichtheid is 1640 inwoners per km².

## Demografie
Spinea telt ongeveer 9757 huishoudens. Het aantal inwoners daalde in de periode 1991-2001 met 1,6% volgens cijfers uit de tienjaarlijkse volkstellingen van ISTAT.
| Jaar | Inwoneraantal |
| ---- | ------------- |
| 1991 | 24.905        |
| 2001 | 24.517        |

## Geografie
De gemeente ligt op ongeveer 6 meter boven zeeniveau.
Spinea grenst aan de volgende gemeenten: Martellago, Mira, Mirano, Venetië.